# ソプラノと吹奏楽のための万葉讃歌
『ソプラノと吹奏楽のための万葉讃歌』（ソプラノとすいそうがくのためのまんようさんか）は、「陸上自衛隊中部方面音楽隊、鶫真衣」のCDアルバム。2016年12月16日にブレーン株式会社から発売された。

## 概要
陸上自衛隊中部方面音楽隊の鶫真衣陸士長をフィーチャーした初めてのアルバム。

## 収録内容
指揮：隊長 2等陸佐　樋口孝博　[1][2][3][6][11]
　　　副隊長 1等陸尉　星野英裕　[4][5][7]-[10]
ソプラノ：陸士長　鶫真衣　[1][2][6][11]
演奏：陸上自衛隊中部方面音楽隊
収録：2016年9月1～5日　陸上自衛隊中部方面音楽隊 音楽講堂

[1]君が代／林 廣守 撰
[2]ソプラノと吹奏楽のための 万葉讃歌／櫛田てつ之扶
[3]閾下の桜樹(いきかのおうじゅ)-吹奏楽のための／中橋愛生
[4]風の精／酒井 格
[5]弁慶／高橋伸哉 
[6]抒情組曲 日本の四季／神田文雄 
風のストーリー／櫛田てつ之扶
[7]Ⅰ.　風の吹く公園では　I.A Park Breeze 　
[8]Ⅱ.　風の散歩道　II.The Wind's Path 　
[9]Ⅲ.　ダンシング・ウインド　III.Dancing Wind 　
[10]Ⅳ.　風のささやき　IV.Whispering Wind
[11]歓喜の歌ファンタジー／久保摩耶子

商品コード：BOCD-7613
JANコード：4995751376138